# Carige extremaria
Carige extremaria är en fjärilsart som beskrevs av John Henry Leech 1897. Carige extremaria ingår i släktet Carige och familjen mätare. Inga underarter finns listade i Catalogue of Life.